# Francesco Lasca
Francesco Lasca (Osimo, província d'Ancona, 29 de març del 1988) és un ciclista italià que fou professional des del 2012 al 2015. Del seu palmarès destaca la victòria a la Volta a La Rioja de 2013.

## Palmarès
- 2006
  - Vencedor d'una etapa al Giro de Basilicata
- 2009
  - 1r a la Coppa Penna
- 2012
  - Vencedor d'una etapa al Circuit de Lorena
  - Vencedor d'una etapa a la Volta a Portugal
- 2013
  - 1r a la Volta a La Rioja

### Resultats a la Volta a Espanya
- 2013. 140è de la classificació general
- 2014. 156è de la classificació general